# Everhard Schade
Everhard Schade (* unbekannt; † 21. Mai 1647) war ein römisch-katholischer Geistlicher und Domherr in Münster.

## Leben
Everhard Schade entstammte dem westfälischen Uradelsgeschlecht Schade, das vom 17. Jahrhundert an die Drosten in Medebach stellte. Er war der Sohn des Drosten Heinrich Schade zu Grevenstein (1548–1620, kurfürstlicher Rat) und dessen Gemahlin Anna von Neuhoff zu Ahausen. Am 30. November 1611 erhielt Everhard vom Kölner Kurfürsten Ferdinand eine frei gewordene münstersche Dompräbende, die er im Jahre 1612 in Besitz nahm. Everhard legte Studienzeugnisse der Universität Paris vor und wurde am 16. Juni 1615 emanzipiert. Papst Paul V. verlieh ihm am 21. März 1618 das Subdiakonat mit den dazu gehörenden Rechten und Einkünften.